# Les Châteliers
Les Châteliers é uma comuna francesa na região administrativa da Nova Aquitânia, no departamento de Deux-Sèvres. Estende-se por uma área de 26.42 km². Em 2010 a comuna tinha 484 habitantes (densidade: 18,3 hab./km²).
Foi criada em 1 de janeiro de 2019, a partir da fusão das antigas comunas de Coutières (sede da comuna) e Chantecorps.